# Ostap Sawka
Ostap Wołodymyrowycz Sawka, ukr. Остап Володимирович Савка, ros. Остап Владимирович Савка, Ostap Władimirowicz Sawka (ur. 4 kwietnia 1947 w Drohobyczu, w obwodzie drohobyckim, zm. 10 sierpnia 2022) – ukraiński piłkarz, grający na pozycji pomocnika, a wcześniej obrońcy.

## Kariera piłkarska

### Kariera klubowa
W 1965 rozpoczął karierę piłkarską w klubie Naftowyk Drohobycz, skąd w 1968 przeszedł do Szachtara Donieck. W 1970 roku przeniósł się do Karpat Lwów. W 1970 Karpaty zdobyli awans do Wysszej Ligi ZSRR, w której występował do 1977. Za siedem sezonów w barwach Karpat rozegrał 194 meczów i strzelił 16 bramek. Potem grał jeszcze w drugoligowych klubach Krystał Chersoń i Kołos Nikopol, dopóki nie zakończył karierę piłkarską.

## Kariera trenerska
Po zakończeniu kariery piłkarskiej rozpoczął pracę szkoleniową. Najpierw trenował amatorskie zespoły Silmasz lwów oraz Chimik Sokal. Potem wiele lat trenował dzieci w SDJuSzOR nr 4 we Lwowie.

## Sukcesy i odznaczenia

### Sukcesy klubowe
- mistrz Pierwszej ligi ZSRR: 1970
- mistrz Drugiej ligi ZSRR: 1979
- półfinalista Pucharu ZSRR: 1968, 1972

### Odznaczenia
- tytuł Mistrza Sportu ZSRR: 1968